# Френк Сінатра застудився

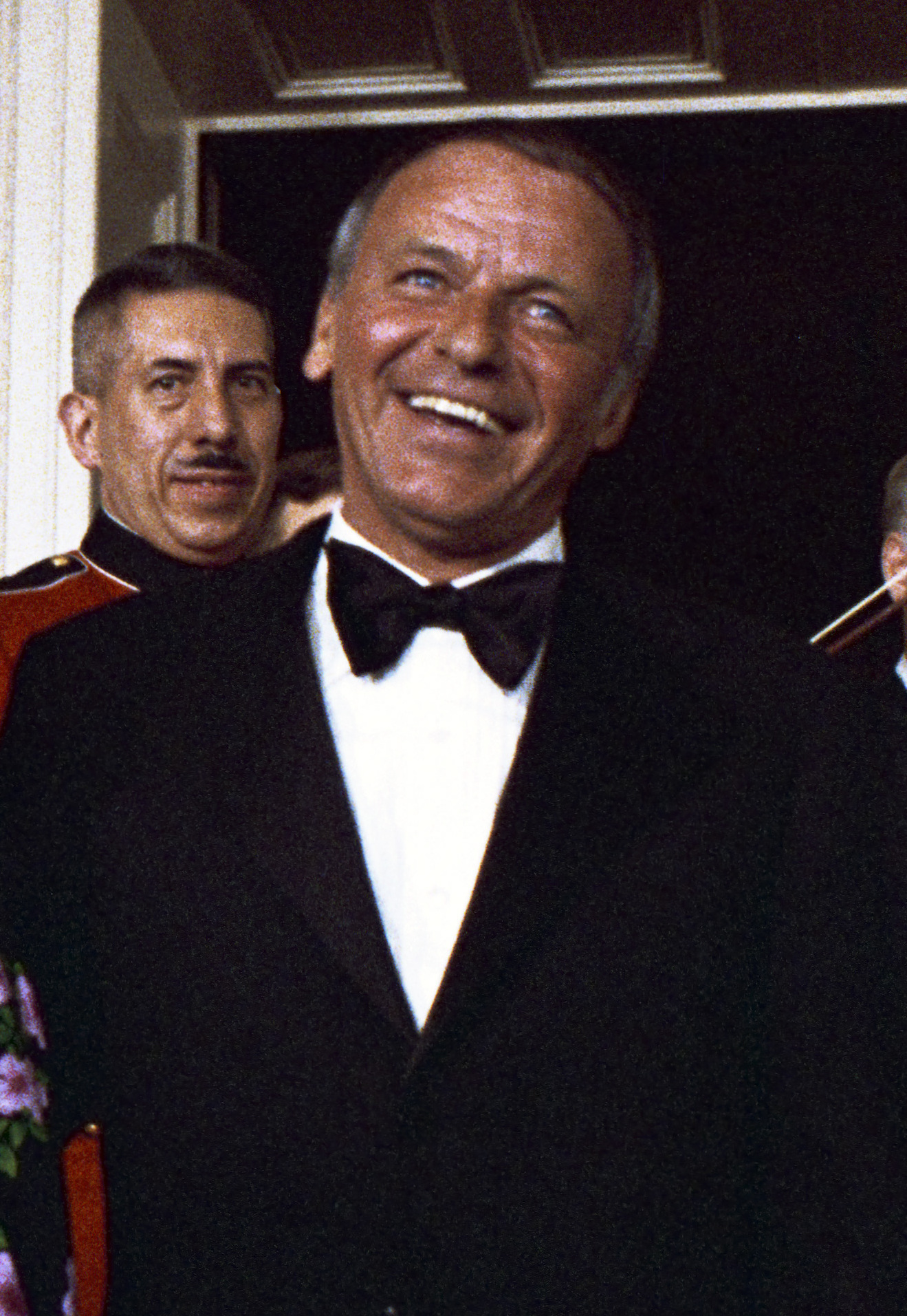
Френк Сінатра у Білому домі, 1973

Френк Сінатра застудився (англ. Frank Sinatra Has a Cold), також часто «найкращий журнальний нарис усіх часів та народів» — репортаж про Френка Сінатру, написаний Геєм Талізом для квітневого 1966 року випуску журналу Esquire. Цей нарис — одна за найбільш відомих статей нової журналістики і її часто визначають, як один з найкращих нарисів не тільки про Френка Сінатру, але й взагалі про відомих персон. Стаття є основоположним твором для нової журналістики, тому вона була детально прочитана, обговорена та вивчена. У жовтні 1996 на сімдесятиріччя журналу Esquire стаття була визнана переможицею у конкурсі «Найкраща стаття, яка була публікована в Esquire».

## Написання

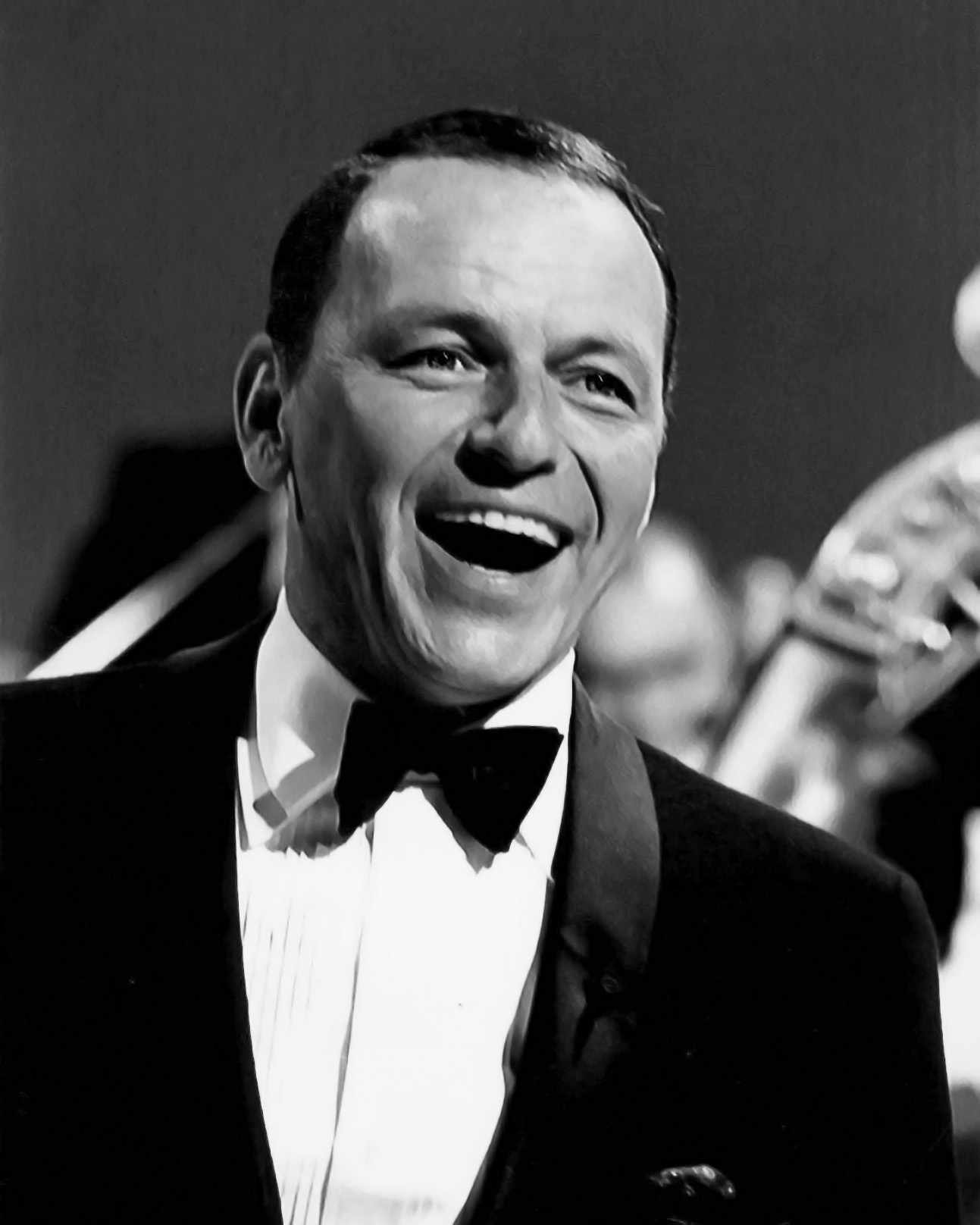
Френк Сінатра у 1966 року

Таліз почав свою кар'єру у The New York Times і працював у газеті 10 років, але врешті-решт завершив кар'єру репортера і звільнився, оскільки «відчував, що не хоче писати з просторовими обмеженнями, що накладались на [авторів] щоденної газети». 1965 року він уклав контракт на півтора року з журналом Esquire. Першим завданням, що отримав Таліз від редактора Гарольда Гейса, було написання нарису про Френка Синатру і воно було досить важким, адже співак відмовлявся давати інтерв'ю журналу.
Френк Сінатра був на порозі свого 50-тиріччя та під наглядом телекамер, його стосунки з 20-тирічною Мією Ферроу були в новинах. Документальний фільм каналу CBS засмутив Синатру, який був засмучений через спекуляцію у фільмі фактами про його зв'язки з мафією. Також він переймався через свою роль ведучого шоу на каналі NBC, названого так само як і його альбом A Man and His Music та багато інших проблем, зв'язаних з його бізнесом, його кінокомпанією, його лейблом звукозапису та його мережею авіаліній.
Сінатра відмовився давати інтерв'ю журналу. Замість того, щоб здатись, Гей Таліз наступні три місяці (починаючи з листопада 1965 року) переслідував Сінатру, записував кожну його дію та опитував будь-кого з оточення співака, хто погодився відповісти на запитання. Esquire в очікуванні витратив більш ніж $5000 (доволі велику суму на той час). Таліз коливався у бажанні доробити статтю, зрештою у листі до редактора Хайза він писав, що «я можу не дістати самого Сінатру, але нічого страшного, постійно спостерігаючи за ним і опитуючи усіх з його оточення — ми дізнаємося про цю людину все». Попри те, що журналіст жодного разу не контактував зі співаком, стаття вийшла у квітні 1966 року.

## Нарис
Стаття починається описанням Френка Сінатри у приватному клубі Голлівуду, де він перебуває у поганому гуморі. Поганий настрій його і його персоналу пояснюється тим, що співак застудився і через це не може співати.

## Вплив на «нову журналістику»

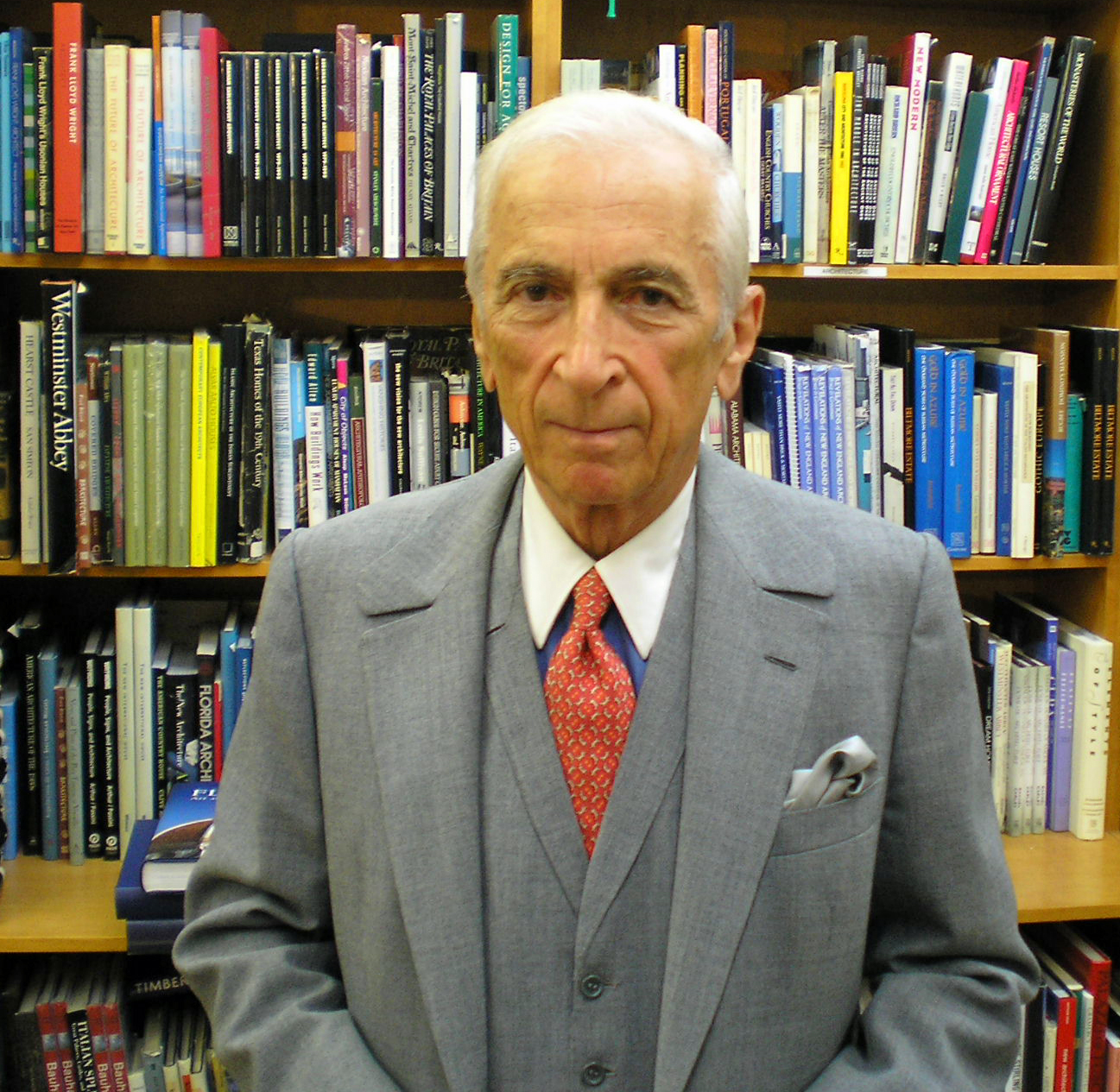
Гей Таліз у 2006 році.

Нарис миттєво став сенсацією. Відомий журналіст Майкл Кінслі сказав, що «важко уявити, що сьогодні журналістика може мати такий вплив, як [цей] нарис у ці часи став темою для обговореннь виключно через свій стиль».
Після того, як Томом Вульфом був популяризований термін «нова журналістика», він у своїй антології «Нова журналістика» детально розглянув нарис. Vanity Fair назвав статтю Таліза «найкращою літературно-публістичною історією XX-го століття».
Цей нарис являє собою хрестоматійний приклад напрямку літератури, який потім назвуть новою журналістикою. Також його часто протиставляють тому видові журналістики, де репортер проводить мало часу з об'єктом або фабрикує факти, як, наприклад Джейсон Блейр, Стефен Гласс та Джанет Кук.
Таліз не визнав суть терміну «нова журналістика». Він казав NPR: «Течія нової журналістики стала модою у кампусах коледжів у 70-х роках, а деякі його представники підтасовують факти. І тут я не згоден. Я працював у The New York Times розсильним і пізніше, ставши репортером, я зберіг традиції Times у їх точності фактів».
Історія продовжує отримувати визнання та є однією з найкращих робіт Таліза. Була повністю надрукована у багатьох антологіях. Ця публікація часто протиставляється сучасним репортерам, які використовують поверхневі методи.

## Книга
У 2005 році Гей Таліз видав однойменну книгу, яка є антологією багатьох його статей, написаних для журналів Esquire, Atlantic Monthly, New Yorker, Rolling Stone, Harper's Magazine.